# Josias zu Waldeck und Pyrmont

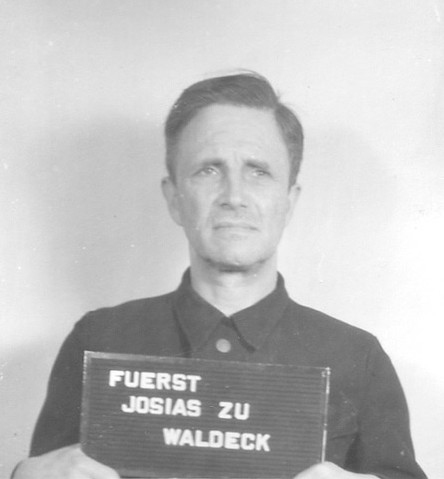
Jozias van Waldeck-Pyrmont in 1947

Jozias George Adolf van Waldeck-Pyrmont (Arolsen, 13 mei 1896 – Diez, 30 november 1967) was een Duitse prins en gedurende de tijd van het nationaalsocialisme Höhere SS und Polizeiführer, sedert 1936 in de rang van SS-Obergruppenführer (luitenant-generaal). Hij was ook parlementslid voor de NSDAP in de Rijksdag.

## Biografie
Jozias was lid van het geslacht Zu Waldeck und Pyrmont en de oudste zoon van vorst Frederik van Waldeck-Pyrmont en diens vrouw Bathildis van Schaumburg-Lippe. Zijn vader, de laatste regerend vorst van Waldeck, was een jongere broer van de Nederlandse koningin Emma. Zelf was hij dus een volle neef van koningin Wilhelmina.
Tijdens de Eerste Wereldoorlog meldde Jozias zich als oorlogsvrijwilliger bij het leger aan. Tijdens zijn vierjarig verblijf in de oorlog raakte hij een aantal keer verwond. Na de oorlog was hij als officier betrokken bij het verzet van de Duitse bevolking van Opper-Silezië tegen het besluit, conform het Verdrag van Versailles, dat het gebied bij Polen gevoegd zou worden.
In november 1929 werd hij lid van zowel de NSDAP als de SS. Al snel werd hij adjudant van Sepp Dietrich en Heinrich Himmler, waardoor een snelle carrière binnen de SS mogelijk werd. In 1933 was hij Gruppenführer, in welke hoedanigheid hij betrokken was bij de organisatie van de Nacht van de Lange Messen. In 1933 werd hij ook gekozen als afgevaardigde in de Rijksdag, om niet veel later op voorspraak van Hitler zelf, benoemd te worden tot rechter van het Volksgerechtshof, een hof dat zich uitsluitend bezighield met zogenaamde misdaden tegen de staat.
In 1939 volgde zijn benoeming tot Obergruppenführer en als zodanig kreeg hij de leiding over de Wehrkreis IX (Hessen en Thüringen), waaronder ook het concentratiekamp Buchenwald viel. Op zijn bevel werd de van misstanden verdachte kampcommandant Karl Koch in april 1945, even voordat de zesde pantserdivisie van het derde Amerikaanse leger het kamp bevrijdde, ter dood veroordeeld en geëxecuteerd.
Na de oorlog werd Waldeck-Pyrmont door het geallieerde gerechtshof in Dachau veroordeeld tot levenslange gevangenisstraf. In 1948 werd deze straf omgezet in twintig jaar gevangenschap. In 1950 werd Waldeck-Pyrmont om gezondheidsredenen vrijgelaten. Hij overleed in 1967 op 71-jarige leeftijd.

## Privéleven
Jozias van Waldeck-Pyrmont was sinds 25 augustus 1922 getrouwd met Altburg Marie van Oldenburg, een dochter van Frederik August II van Oldenburg en Elisabeth Alexandrine van Mecklenburg-Schwerin. Het paar had de volgende kinderen:
- Margarethe (1923-2003); trouwde 1952 Franz Graf zu Erbach-Erbach und von Wartenberg-Roth (1925)
- Alexandra (1924-2009); trouwde in 1949 Botho Prinz zu Bentheim und Steinfurt (1924-2001)
- Ingrid (1931)
- Wittekind (1936-2024)
- Guda (1939); trouwde in 1958 Friedrich Wilhelm Fürst zu Wied (1931-2000) en hertrouwde in 1968 Horst Dierkes (1939)

## Carrière
Waldeck-Pyrmont bekleedde verschillende rangen in zowel de Allgemeine-SS als Waffen-SS. De volgende tabel laat zien dat de bevorderingen niet synchroon liepen.
| Datum                                       | Deutsches Heer          | Allgemeine-SS        | Polizei                | Waffen-SS                                 |
| ------------------------------------------- | ----------------------- | -------------------- | ---------------------- | ----------------------------------------- |
| Augustus 1914                               | Kriegsfreiwilliger      | —                    | —                      | —                                         |
| 2 augustus 1912                             | Leutnant à la suite     | —                    | —                      | —                                         |
| 6 november 1917                             | Oberleutnant à la suite | —                    | —                      | —                                         |
| 2 maart 1930                                | —                       | SS-Anwärter          | —                      | —                                         |
| 6 april 1930                                | —                       | SS-Sturmbannführer   | —                      | —                                         |
| 11 mei 1930                                 | —                       | SS-Standartenführer  | —                      | —                                         |
| 15 september 1931                           | —                       | SS-Oberführer        | —                      | —                                         |
| 15 maart 1932                               | —                       | SS-Gruppenführer     | —                      | —                                         |
| 30 januari 1936                             | —                       | SS-Obergruppenführer | —                      | —                                         |
| 16 mei 1940                                 | —                       | —                    | —                      | SS-Sturmbannführer der Reserve (W-SS)     |
| 3 mei 1940                                  | —                       | —                    | —                      | SS-Obersturmbannführer der Reserve (W-SS) |
| 8 april 1941                                | —                       | —                    | Generaal in de politie | —                                         |
| 20 juni 1944 (met ingang vanaf 1 juli 1944) | —                       | —                    | —                      | Generaal in de Waffen-SS                  |

## Lidmaatschapsnummers
- NSDAP-nr.: 160 025[23] (lid geworden 29 november 1929[7][9])
- SS-nr.: 2 139[23] (lid geworden 2 maart 1930[5][9])

## Decoraties
Selectie:
- IJzeren Kruis 1914, 1e Klasse en 2e Klasse[7][14][21]
- Herhalingsgesp bij IJzeren Kruis 1939, 1e Klasse[14][21] (1940[7]) en 2e Klasse[14][21] (30 mei 1940[7])
- Gewondeninsigne 1918 in zwart[7][14]
- IJzeren Halve Maan
- Gouden Ereteken van de NSDAP op 30 januari 1939[7][14][19][26]
- SS-Ehrenring[14][23]
- Ehrendegen des Reichsführers-SS[14][23]
- Kruis voor Oorlogsverdienste, 1e Klasse[14] en 2e Klasse[14] met Zwaarden
- Erekruis voor Frontstrijders in de Wereldoorlog[7][14] in 1934